# 深圳市皇庭国际企业股份
深圳市皇庭国际企业股份有限公司，前身深圳市国际企业股份有限公司 （深交所：000056）是中国深圳证券交易所的一家上市公司，成立于1993年3月18日，业务范围包括：零售商业；房地产业；林业及林业服务业；从事租赁、商务服务业、住宿、餐饮业、居民服务业、仓储业、教育业、娱乐业。公司总股本为22090.118万股（2011年）。
公司总部位于深圳市福田区金田路2028号皇岗商务中心6楼，董事長、法人代表为郑康豪。